# 앤토니크 스미스
앤토니크 스미스(Antonique Smith, 1983년 8월 11일 ~ )는 미국의 배우이다.